# フェルナンド・ニーニョ
フェルナンド・ニーニョ・ロドリゲス（Fernando Niño Rodriguez , 2000年10月24日 - ）は、スペイン・アンダルシア州カディス県ロタ出身のサッカー選手。ブルゴスCF所属。ポジションはFW。
フェル・ニーニョ（Fer Niño）と紹介されることもある。

## クラブ経歴
カディスCFなどのカンテラを経て、2016年にビジャレアルCFのカンテラに入所。2019年にCチームに昇格。2019-20シーズンはテルセーラ・ディビシオンで4ゴールを決めると、2020年1月にBチームを飛び越えて一気にトップチームに昇格。22日のコパ・デル・レイのジローナFC戦でプロデビューし、更に3日後の25日のデポルティーボ・アラベス戦でラ・リーガデビュー。後半43分にカルロス・バッカとの交代で起用され、1分後に決勝点となるプロ初ゴールも決め、2-1で勝利した。
2020年11月12日にはジェレミ・ピノ、アレックス・バエナらと共に2024年までの契約に合意。12月19日のCAオサスナ戦では、2020-21シーズン初ゴールを決め、敵地で3-1の勝利に貢献した。
2021年8月18日、RCDマヨルカへのレンタル移籍が発表された。
2023年6月22日、ブルゴスCFに3年契約で移籍した。

## 人物
- 父も元サッカー選手で、ポジションはDF。現役時代はRCDマヨルカやエルチェCFなどでプレーした。本名はフェルナンド・ニーニョ・ベハラーノ（Fernando Niño Bejarano）。[要出典]

## 個人成績
| クラブ       | シーズン | リーグ     | リーグ戦 | リーグ戦 | カップ戦 | カップ戦 | 国際大会 | 国際大会 | その他 | その他 | 合計 | 合計 |
| クラブ       | シーズン | リーグ     | 出場     | 得点     | 出場     | 得点     | 出場     | 得点     | 出場   | 得点   | 出場 | 得点 |
| ------------ | -------- | ---------- | -------- | -------- | -------- | -------- | -------- | -------- | ------ | ------ | ---- | ---- |
| ビジャレアル | 2019-20  | プリメーラ | 5        | 1        | 2        | 1        | -        | -        | 0      | 0      | 7    | 2    |
| ビジャレアル | 2020-21  | プリメーラ | 17       | 3        | 5        | 3        | 5        | 2        | 0      | 0      | 27   | 8    |
| ビジャレアル | 通算     | 通算       | 22       | 4        | 7        | 4        | 5        | 2        | 0      | 0      | 34   | 10   |
| マジョルカ   | 2021-22  | プリメーラ |          |          |          |          |          |          |        |        |      |      |
| マジョルカ   | 通算     |            |          |          |          |          |          |          |        |        |      |      |
| 総通算       | 総通算   | 総通算     | 22       | 4        | 7        | 4        | 5        | 2        | 0      | 0      | 34   | 10   |

| クラブ        | シーズン | リーグ    | リーグ戦 | リーグ戦 | 合計 | 合計 |
| クラブ        | シーズン | リーグ    | 出場     | 得点     | 出場 | 得点 |
| ------------- | -------- | --------- | -------- | -------- | ---- | ---- |
| ビジャレアルB | 2019-20  | セグンダB | 4        | 0        | 4    | 0    |
| ビジャレアルB | 2020-21  | セグンダB | 0        | 0        | 0    | 0    |
| 総通算        | 総通算   | 総通算    | 4        | 0        | 4    | 0    |